# Windows Libraries for OS/2
Windows Libraries for OS/2 (WLO, ausgesprochen „Willow“) war eine Sammlung von Programmbibliotheken, mit denen Windows-Anwendungen auf OS/2 portiert werden konnten.
Dazu beinhalteten die WLO Laufzeitbibliotheken, die die Windows-API (16 Bit) repräsentierten, aber deren Funktionen in OS/2-Aufrufe (16 Bit) übersetzten. Das ermöglichte es Programmierern, ihre Windows-Programme anstelle der üblichen Windows-Bibliotheken mit WLO zu linken, um ein OS/2-Programm zu erhalten.
WLO wurde von Microsoft zuerst am 4. Februar 1991 veröffentlicht (Version 0.9) und unter anderem in den OS/2-Versionen von Microsoft Word und Microsoft Excel verwendet. Das Programmpaket Windows 3.0 Applets for OS/2 enthielt die typischen Windows-Anwendungen für OS/2: Rechner, Kalender, Kartei, Zwischenablage, Uhr, Editor, Paintbrush, Terminal, Write, Windows-Hilfe sowie die Spiele Reversi und Solitär.
Das Prinzip von WLO wurde später von den Entwicklern von WINE eingesetzt, um das direkte Ausführen von Windows-Programmen unter Unix-Betriebssystemen/X11 zu ermöglichen.